# تپه پابرج
تپه پابرج در شهرستان سلسله، بخش مرکزی، روستای بتکی واقع شده و این اثر در تاریخ ۲۳ شهریور ۱۳۸۲ با شمارهٔ ثبت ۱۰۰۲۰ به‌عنوان یکی از آثار ملی ایران به ثبت رسیده است.